# اوکولوفسکی (شهرستان مزنسکی، استان آرخانگلسک)
اوکولوفسکی (به لاتین: Okulovsky) یک منطقهٔ مسکونی در روسیه است که در استان آرخانگلسک واقع شده‌است.